# Panutan
Panutan is een bestuurslaag in het regentschap Pringsewu van de provincie Lampung, Indonesië. Panutan telt 2648 inwoners (volkstelling 2010).